# Хохлово (Татарстан)
Хохлово — село в Высокогорском районе Татарстана. Входит в состав Усадского сельского поселения.

## География
Находится в северо-западной части Татарстана на расстоянии приблизительно 11 км на север-северо-восток по прямой от районного центра поселка Высокая Гора у речки Крылай.

## История
Известно со второй половины XVI века как татарская деревня. В 1620-х годах отдано как поместье дворянину А. Д. Хохлову, упоминалось также как Крылай, Введенское. В 1704 году была построена Введенская (Богородицкая) церковь. В начале XX века упоминалось о наличии земской школы и винокуренного завода.

## Население
Постоянных жителей было: в 1646 году — 102, в 1782—153 души мужского пола, в 1859—865, в 1897—770, в 1908—816, в 1920—853, в 1926—996, в 1938—952, в 1949—790, в 1958—450, в 1970—328, в 1989—113, 43 в 2002 году (русские 98 %), 30 в 2010.